# 赫爾辛基老教堂

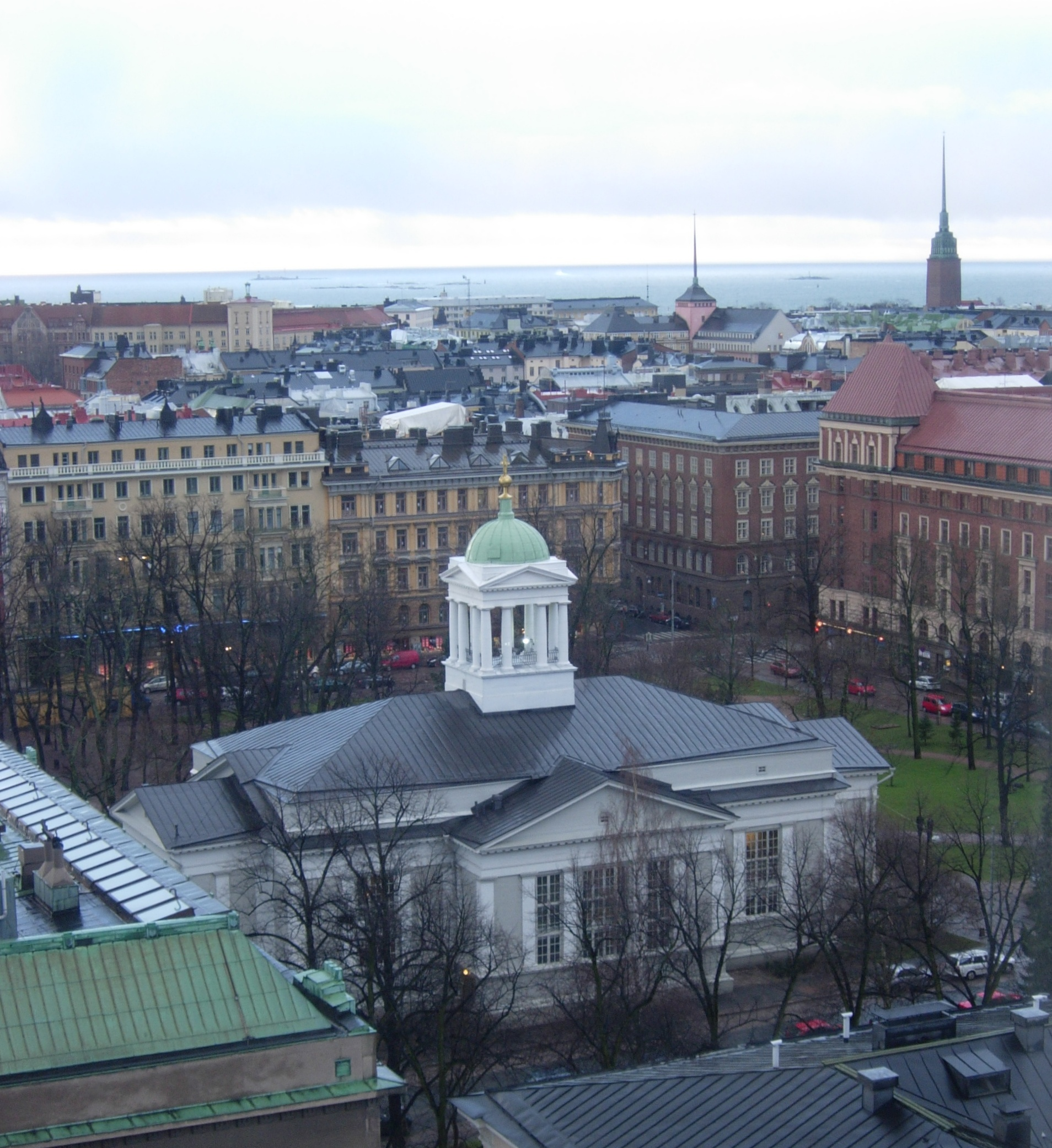
从托尔尼酒店眺望赫尔辛基老教堂

赫爾辛基老教堂（芬蘭語：Helsingin vanha kirkko）是一座位於芬蘭赫爾辛基的福音派路德宗教堂，竣工於1826年。這座教堂原本只計劃作為一座臨時建築興建，但由於人口增加使得這座教堂仍被需要而得到保留。現在這座教堂是赫爾辛基市中心歷史最古老的教堂。

## 外部連結
- Official parish website